# ارام‌اس ترانسیلوانیا (۱۹۲۶)
آرام‌اس ترانسیلوانیا (۱۹۲۶) (به انگلیسی: RMS Transylvania (1926)) که با نام اچ‌ام‌اس ترانسیلوانیا (اف۵۶) نیز نامیده می‌شد یک کشتی حمل‌ونقل بریتانیایی به طول ۵۵۲ فوت (۱۶۸ متر) بود. این کشتی در سال ۱۹۲۵ ساخته شد و در ۱۰ آگوست ۱۹۴۰ توسط زیردریایی یو-۵۶ آلمان غرق گردید.